# UEFA Cup finalen 1998
UEFA Cup finalen 1998 var en fodboldkamp der blev spillet den 6. maj 1998. Kampen blev spillet foran 44.412 tilskuere på Parc des Princes i Paris, Frankrig, og skulle finde vinderen af UEFA Cup 1997-98. De deltagende hold var italienske Lazio og italienske Inter Milan. Den var kulminationen på den 27. sæson i Europas næststørste klubturnering for hold arrangeret af UEFA siden etableringen af UEFA Cup i 1971.
Med en sejr på 3–0  sikrede Inter Milan sig sin anden triumf i turneringen.
Kampen blev ledet af den spanske dommer Antonio López Nieto.